# William Wallace (jésuite)
Compléments
Wallace est un pionnier du dialogue interreligieux avec l'hindouisme
William Wallace, né le 2 mars 1863 à Battibrack (Dublin), et décédé le 14 novembre 1922 à Kurseong (Inde) était un prêtre anglican irlandais. Converti au catholicisme et devenu prêtre jésuite il contribua à une approche spirituelle positive de l'hindouisme au sein du christianisme.

## Biographie
Né le 2 mars 1863 à Dublin le jeune William fut personnellement suivi dans sa formation par son père, un pasteur anglican de tradition évangélique. Il fréquenta l’Université de Dublin en 1882, reçut un diplôme en divinité (théologie) et obtint l’ordination presbytérale dans la tradition anglicane à l’âge de 24 ans. Pasteur durant quelque temps dans les Midlands (Angleterre), il retourne dans son pays natal, l’Irlande, après une maladie.
Deux ans plus tard il se porte volontaire au service de la Church Missionary Society et est envoyé à Krishnagar au Bengale (dans l’Inde britannique) en 1889. Mais il y est déçu par ses collègues anglicans et quitte la CMS pour s’installer indépendamment dans une hutte, toujours à Krishnagar. Il étudie la langue bengalie et commence à s’intéresser à l’hindouisme, singulièrement le Vaisnavisme Gaudiya, un mouvement dévotionnel hindou dont l’origine remonte au XVe siècle (Chaitanya Mahaprabhu) et populaire au Bengale. Sa vie de simplicité et de recherche lui attire des amis et sympathisants indiens. Ces contacts avec les hindous bengalis l’amènent à l’opinion que la spiritualité protestante était inadéquate pour répondre aux besoins et attentes de ses amis vaisnavas portés vers la pratique dévotionnelle de la bhakti.
Après sept ans de service au Bengale il rentre dans son pays pour un congé. Théologiquement et spirituellement insatisfait il étudie la doctrine et spiritualité catholique et, malgré les préjugés ambiants, acquiert progressivement la conviction que seul le catholicisme pouvait lui fournir les moyens de dialoguer avec ses amis hindous et que seule la spiritualité catholique valait la peine d'être prêchée aux Bengalis. Le pasteur anglican passe alors au catholicisme et, désireux de retourner au Bengale, s’adresse à l’institut des Missionnaires de Mill Hill, sans y obtenir son admission. Il se tourne vers les Jésuites belges qui ont une mission au Bengale.
Admis dans la Compagnie de Jésus le 15 février 1898 le père Wallace fait son noviciat en Angleterre. Après avoir terminé ses deux années de formation spirituelle ignatienne en Angleterre, il arriva à Calcutta le 13 décembre 1901.
En Inde le père Wallace reprend des études complémentaires de philosophie, à Shembaganur, et de théologie au théologat jésuite de St Mary's, à Kurseong, près de Darjeeling. Ordonné prêtre catholique, sa sante ne lui permet cependant pas de retourner à Krishnagar parmi ses amis hindous et reprendre la rude vie d’un missionnaire du Bengale rural.
Le père Wallace est dès lors nommé professeur de littérature anglaise aux facultés universitaire Saint-Xavier, à Calcutta et plus tard au collège Saint-Joseph de Darjeeling. C'est à cette époque qu'il compose son autobiographie From Evangelical to Catholic by way of the East (D’évangélique à catholique en passant par l’Orient), ainsi que plusieurs ouvrages sur la philosophie hindoue et le yoga, restés à l’état de manuscrits. Il cherche à présenter le christianisme de manière acceptable aux Hindous.
Comme sa santé se détériore le père William Wallace est transféré à Kurseong, au théologat ‘St Mary’s’ en 1921. Il y meurt le 13 juin 1922.

## Postérité
L’importance de Wallace repose sur l’influence qu’il exerça sur ses contemporains, et particulièrement auprès de ses confrères jésuites, sur la façon d’aborder l’hindouisme au Bengale. Il contribua à découvrir positivement et reconnaitre la présence d’une véritable spiritualité dans l’hindouisme. Cela influença la formation spirituelle des missionnaires jésuites en Inde. Les indianistes Pierre Johanns, Georges Dandoy, Camille Bulcke, Robert Antoine et d’autres sont les fruits de cette vision de Wallace. Les jésuites du collège Saint-Xavier (Calcutta) « ont produit une synthèse durable du catholicisme et de l’hindouisme » La Bengal School est également connue sous le nom de Calcutta School of Indology (en).

## Écrits
- From Evangelical to Catholic by Way of the East (The Light of the East Series, N°35). Calcutta, Catholic Orphan Press, 1923.
- Introduction to Hindoo Clairvoyance. Kurseong, 1920. (Manuscrit non publié, Goethals Library, St Xavier’s College, Calcutta).
- A Bengali Commentary on the Yoga Philosophy. 1923. (Manuscrit non publié, Goethals Library, St Xavier’s College, Calcutta).
- The Everlasting Religion of the Hindoo Sages in Relation to the Catholic Religion of the Christian Fathers. Manuscrit, non publié, Goethals Library, St Xavier’s College, Calcutta.